# Étienne Lamoureux
Pour les articles homonymes, voir Lamoureux.
Étienne Lamoureux, né le 17 septembre 1854 à Viplaix (Allier) et mort le 28 juillet 1939 à Viplaix, est un homme politique français.

## Biographie
Issu d'une famille modeste, il commence à travailler comme bûcheron avec son père et ses frères puis devient menuisier. En 1900, il se lance dans le négoce de grains. Il s'intéresse aussi à la politique et devient conseiller municipal de Viplaix en 1881, puis maire en 1884. Il gardera ce poste jusqu'en 1930. Il est également conseiller général du canton d'Huriel.
Il se présente sous l'étiquette radicale-socialiste, mais est battu en 1902 et 1906 aux législatives par le député socialiste sortant, Paul Constans, il arrive à le battre en 1910. Il est battu en 1914, ce qui met fin à sa carrière parlementaire. Par contre, son fils Lucien Lamoureux sera député de l'Allier de 1919 à 1940.